# 内海町 (広島県)
内海町（うつみちょう）は、広島県福山市の町。
かつては1955年3月31日沼隈郡内海町として町制施行した町であり、2003年2月3日芦品郡新市町とともに福山市へ編入され町制は廃された。

## 概要

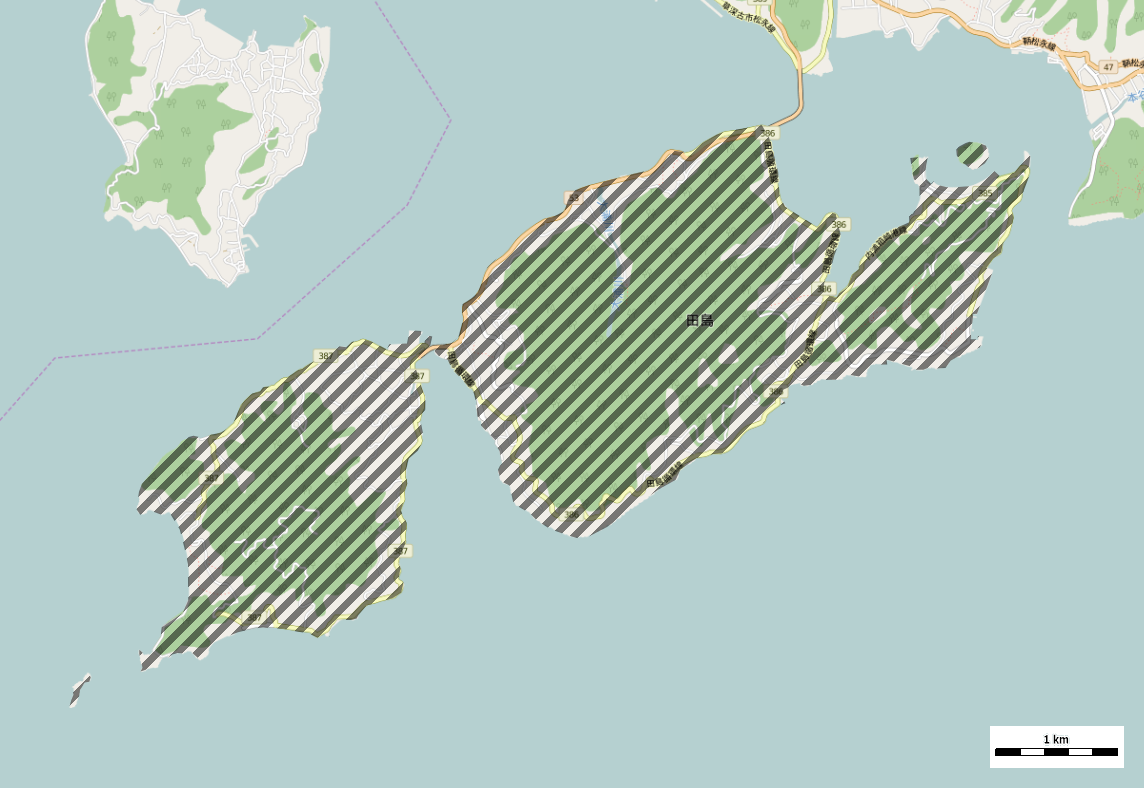
内海町の目安

面積約12.6km2。瀬戸内海のほぼ中央、沼隈半島の南約0.5kmに浮かぶ、有人島の田島・横島、無人島の矢ノ島・当木島から構成される。
沼隈郡田島村・横島村の間は坊地瀬戸と呼ばれる海峡で隔たれていたところ、1951年（昭和26年）睦橋が完成したことにより繋がり、これで合併機運が高まることになり1955年3月31日両村は合併し内海町が誕生した。1989年（平成元年）内海大橋完成により本州側と繋がり、それまで自然豊かな漁村であったこの町は、海洋レジャー・レクリエーション拠点として整備が進んだ。2003年2月3日平成の大合併時に福山市と合併し町制は廃された。
近年、特徴的な地域活性化事業として婚活事業が挙げられる。発想は、田島と横島の姿が魚がキスをしている様に見えることからで、2013年から地元の地域活性化団体を中心に事業展開している。

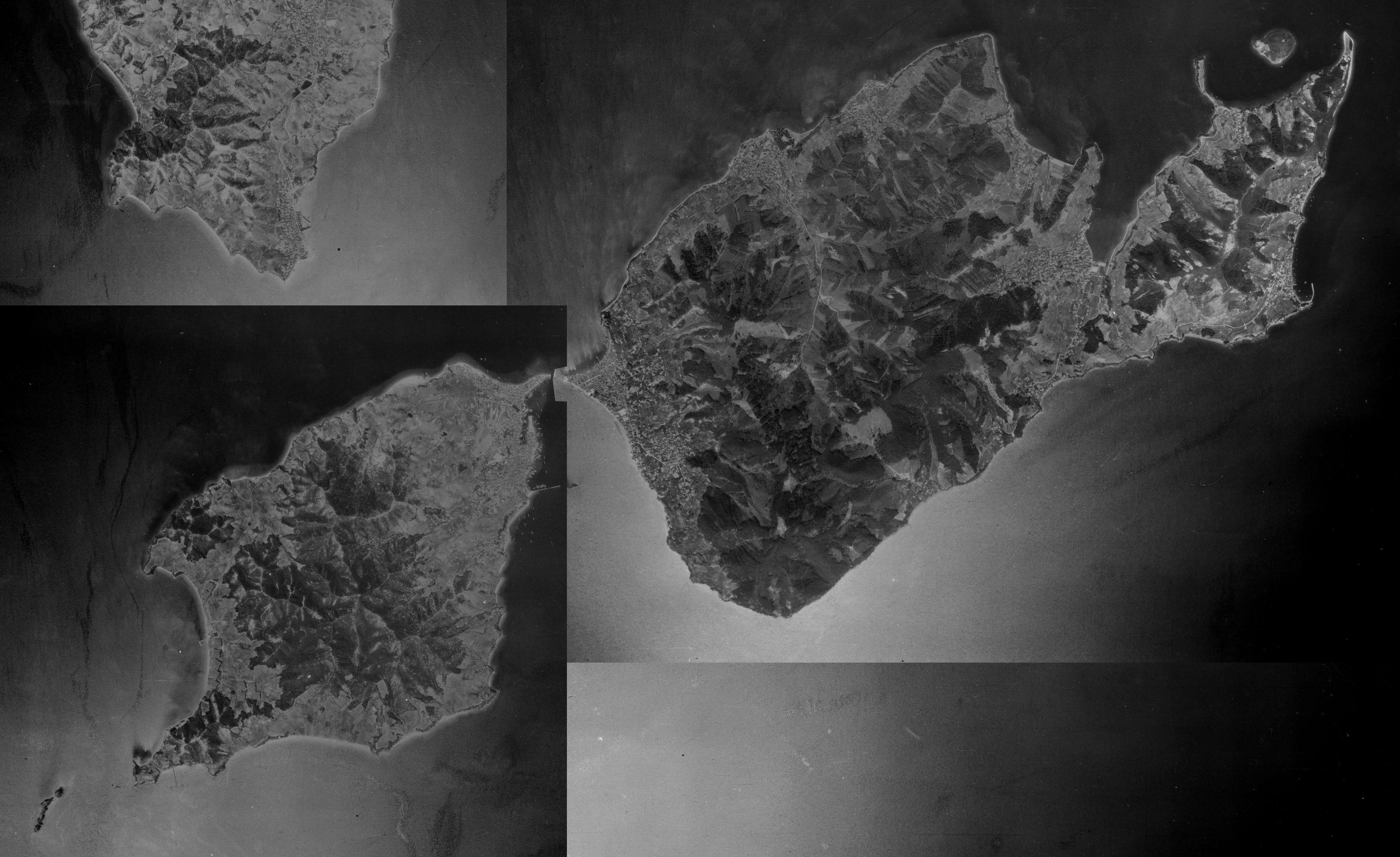
1947年アメリカ軍撮影。
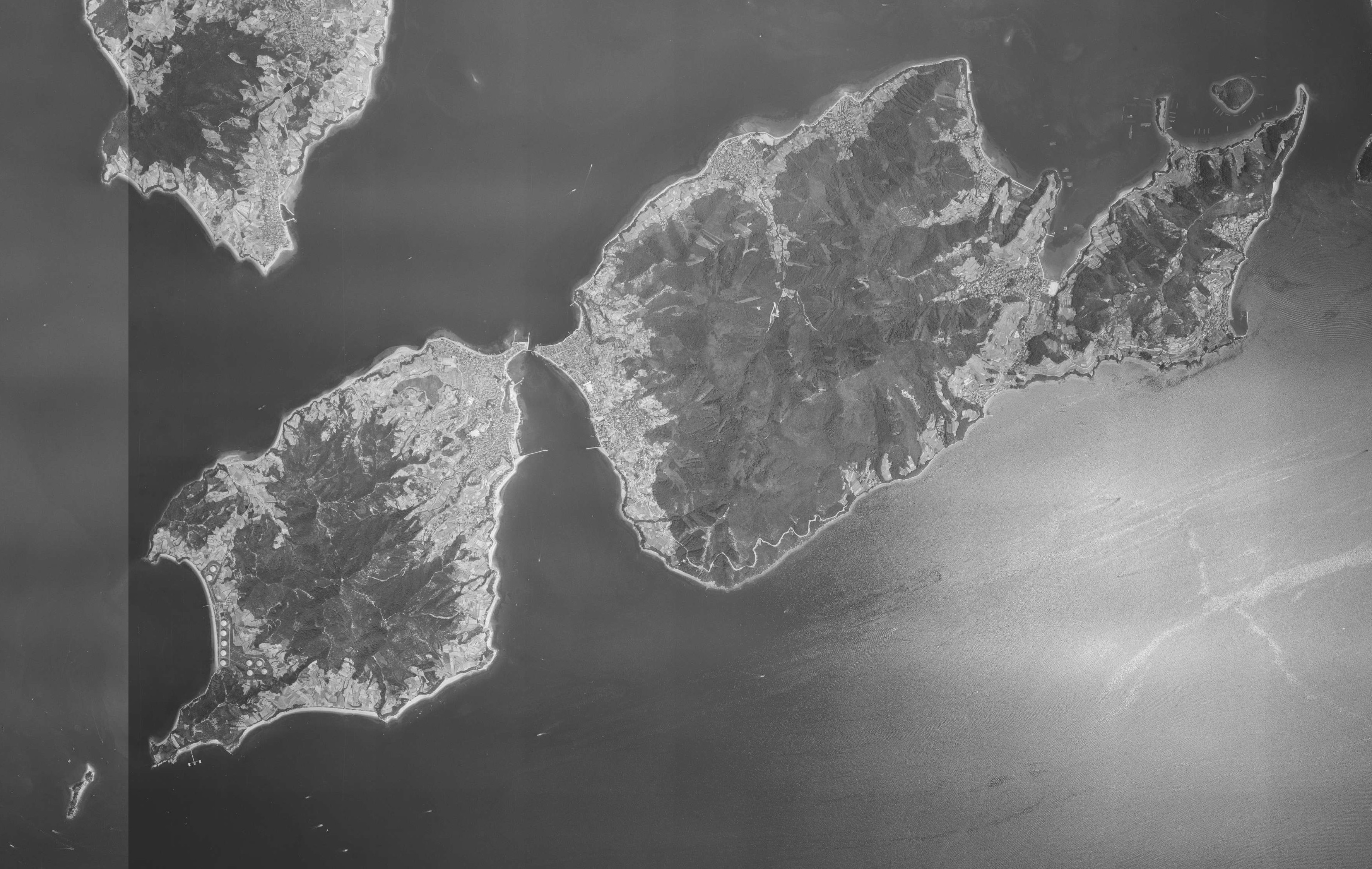
1964年
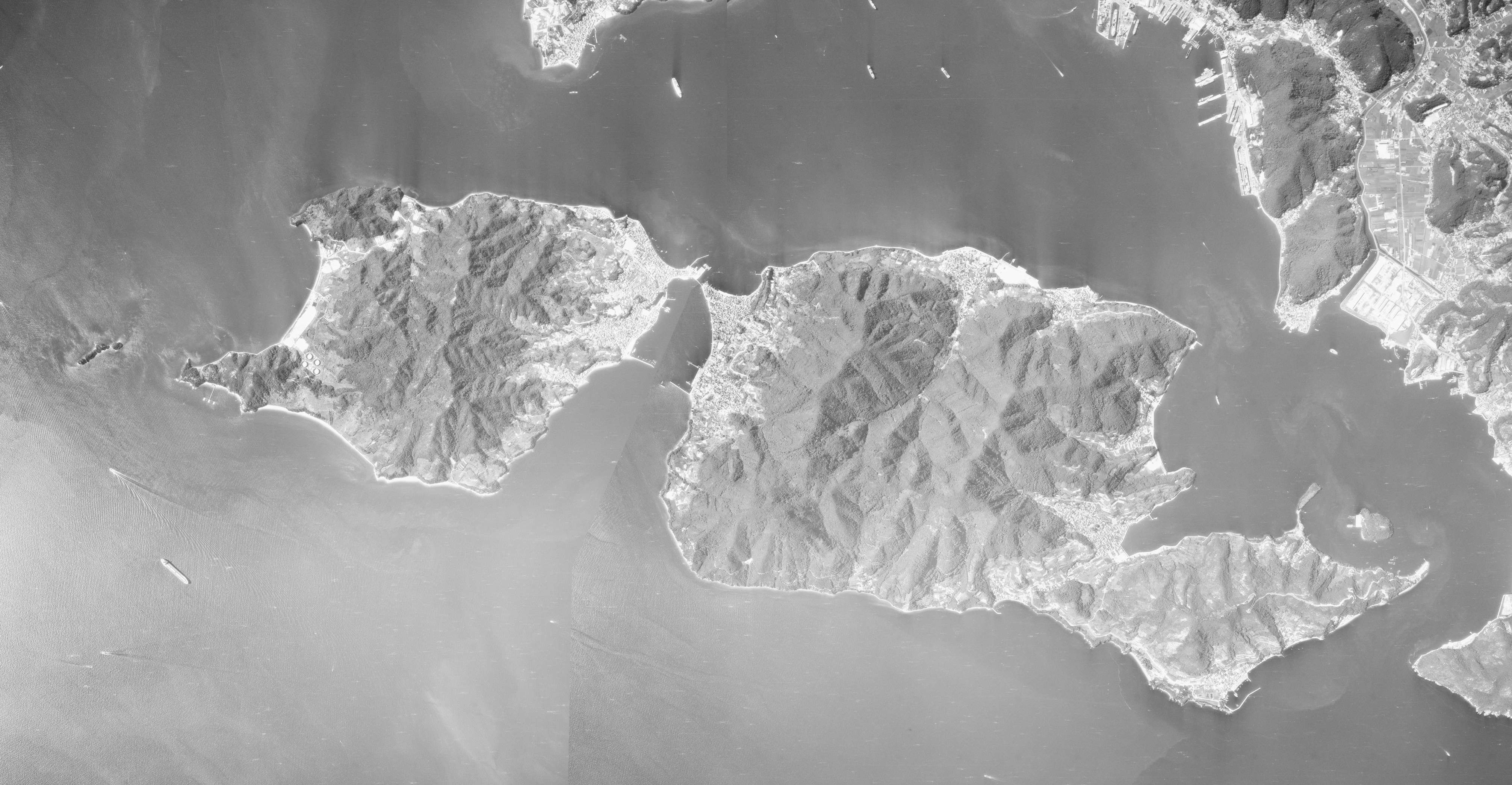
1977年
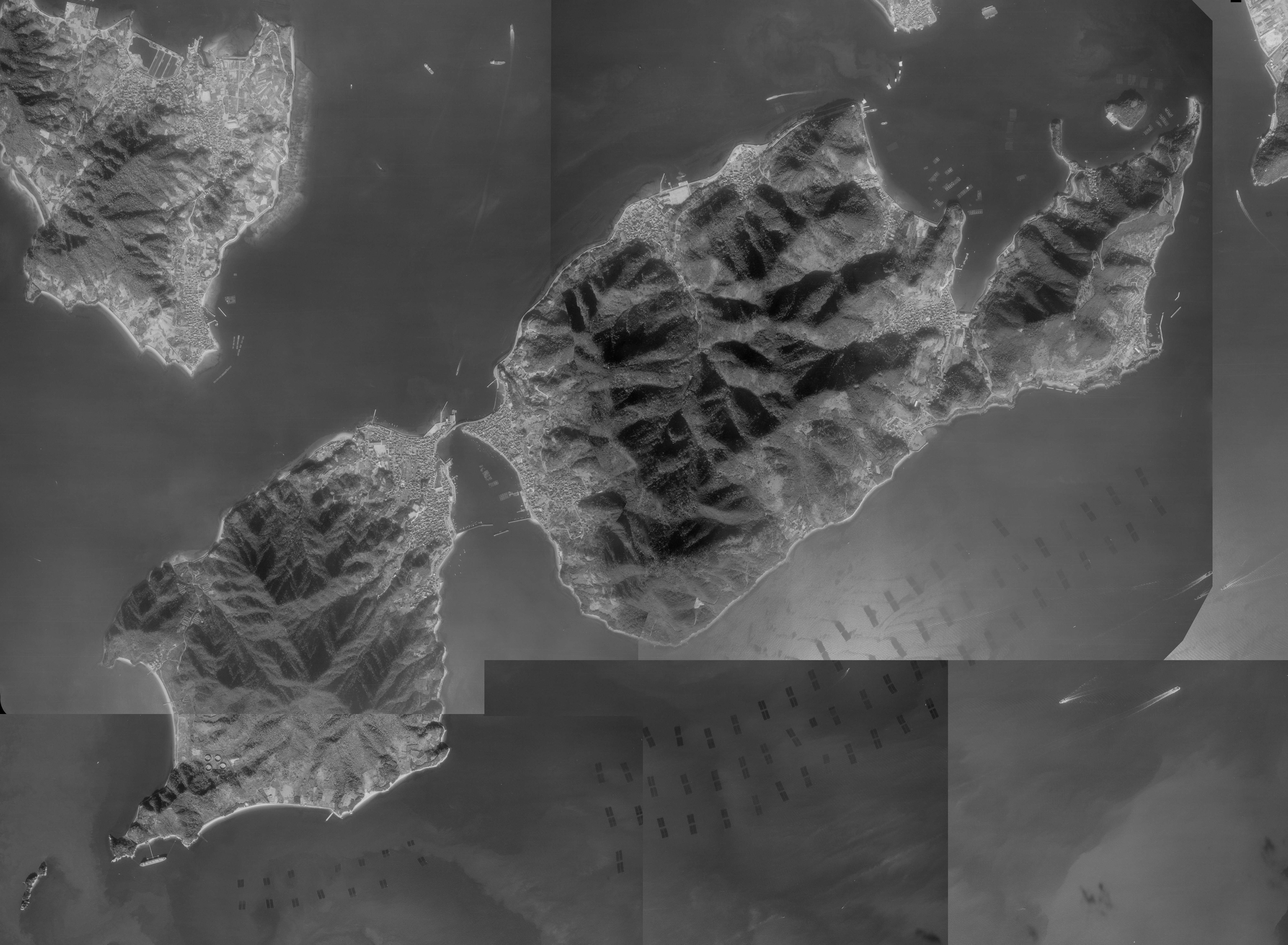
1986年
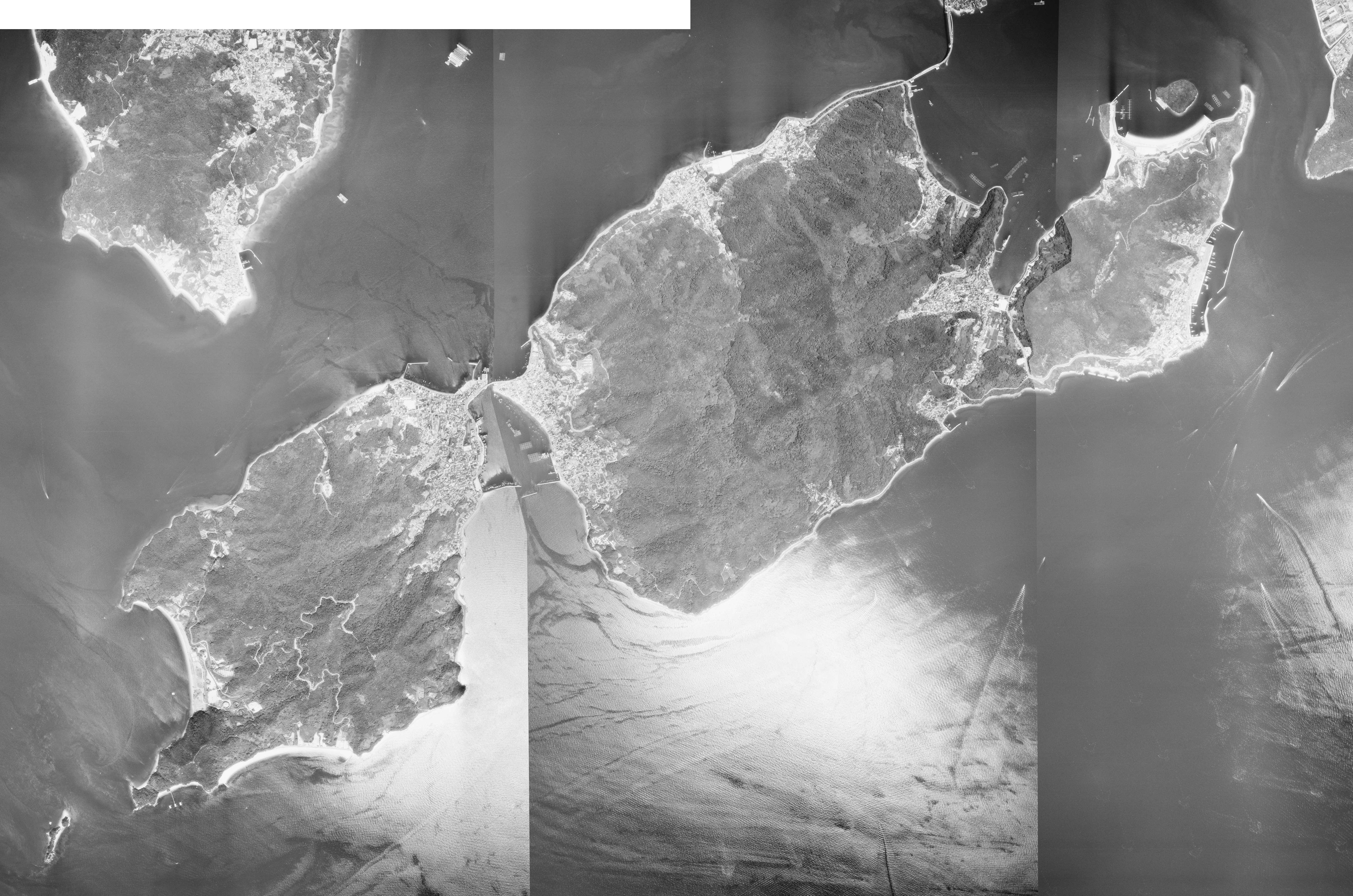
1999年

## 沿革
- 1955年3月31日 - 沼隈郡田島村・横島村が対等合併して内海町が成立。
- 1989年10月4日 - 内海大橋（延長832m）が開通し、本土と陸続きになる。
- 2003年2月3日 - 芦品郡新市町とともに福山市へ編入される。

## 地理

### 山
- 高山（田島、標高328.8m）
- 王城（横島、標高250m）
- 切石山（横島、標高228m）
- 鳶ガ巣山（横島、標高207.2m）
- 内浦山（田島、標高202m）

### 島
- 当木島（無人島）
- 田島
- 横島
- 矢ノ島（無人島）

## 名所・旧跡

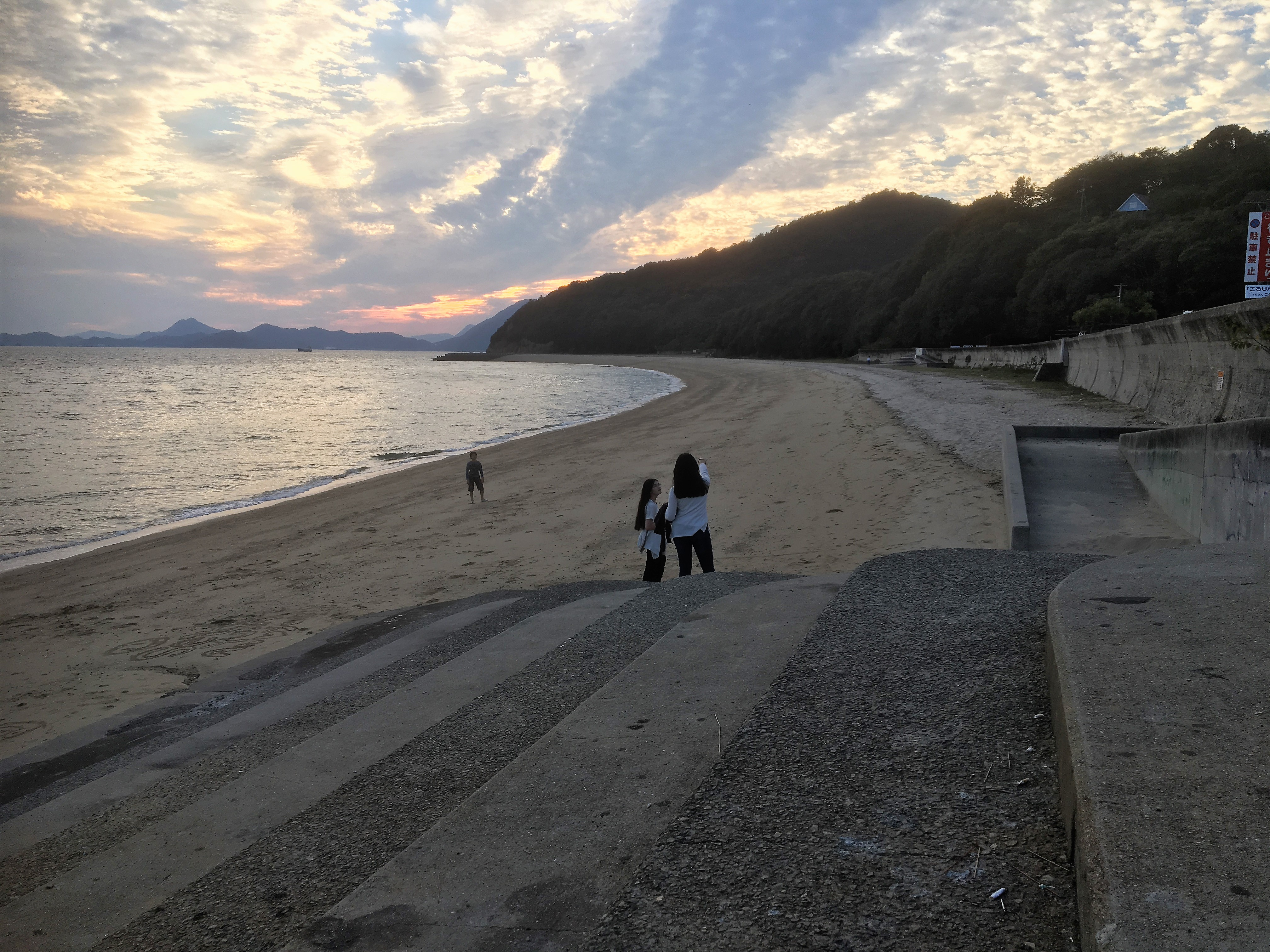
島の南西海岸にある横山海水浴場

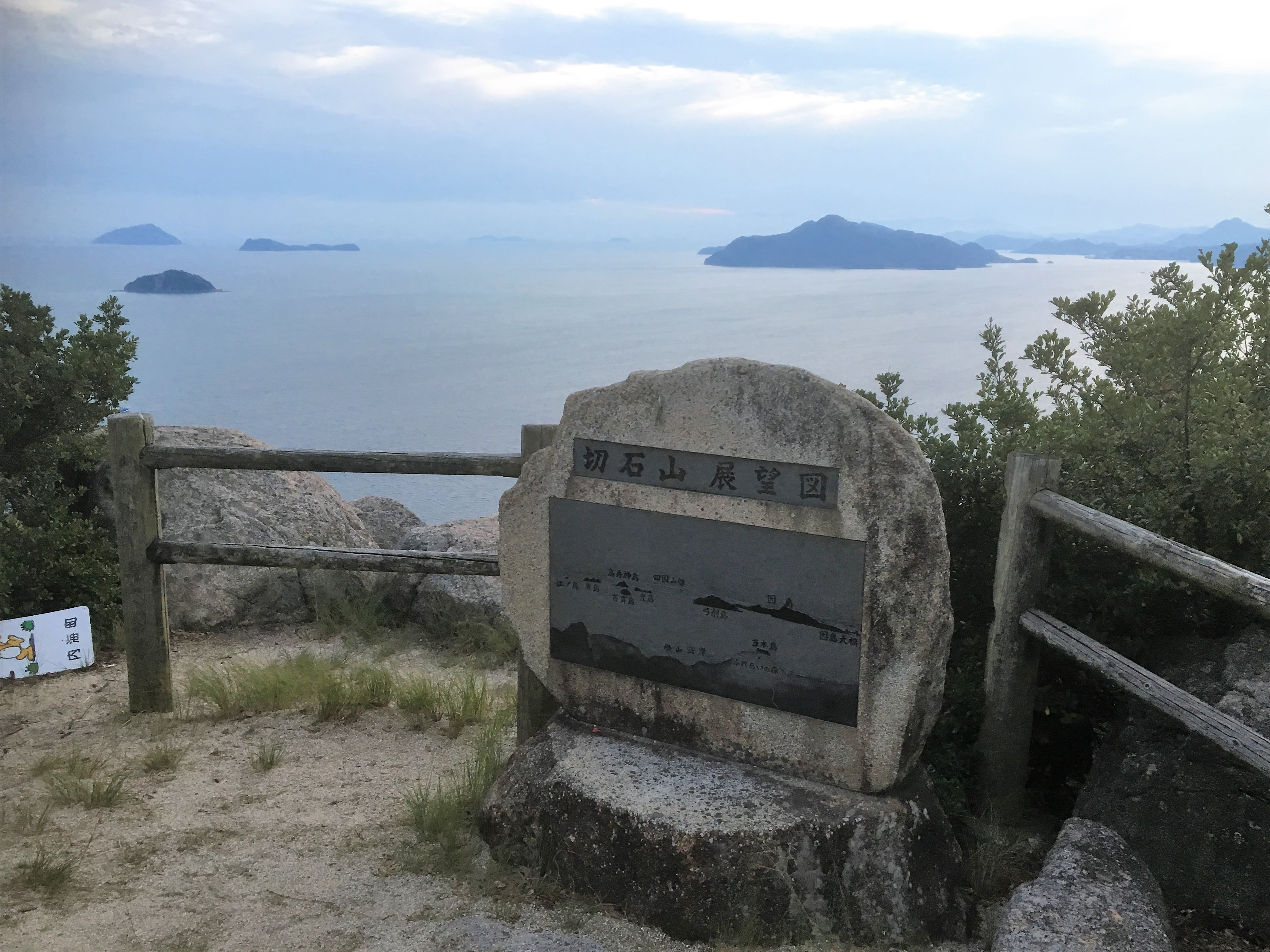
石切山山頂展望台

- 阿伏兎海水浴場（田島）
- クレセントビーチ（田島）
- グイビ海水浴場（横島）
- シーパーク大浜（横島）旧ドルフィンビーチ
- 横山海水浴場（横島）

## 産業
- 漁業が主産業。農業は平地がほとんどないことからみかん栽培が行われている。

## 大字
- 田島・横島両村の対等合併で成立した町であるが、大字は編成されていない。

## 交通（2003年2月2日当時のデータ）

### 鉄道
- 町内は一切通っていない。最寄り駅はJR山陽新幹線・山陽本線・福塩線福山駅や山陽本線松永駅。

### 道路
国道
町内は一切通っていない。
主要地方道
- 広島県道53号沼隈横田港線

一般県道
- 広島県道385号内浦箱崎港線
- 広島県道386号田島循環線
- 広島県道387号横島循環線

### 港湾
- 横田港
- 箱崎漁港

内海大橋開通を契機に旅客船は全廃され、現在は旅客船の発着する港はない。

## 教育（2003年2月2日当時のデータ）
小学校
- 内海町立内浦小学校
- 内海町立内海小学校

中学校
- 内海町立内海中学校

## 備考
- 内海町と芦品郡新市町は広島県及び中国地方では平成の大合併で初めて消滅した自治体となった。
- 広島県にはかつてもう一つ賀茂郡に「内海町」という自治体が存在したが、こちらは「うちのうみ／ちょう」と読んでいた。但し、1944年に賀茂郡安浦町（→豊田郡安浦町→呉市）へ移行したため沼隈郡内海町と併存することはなかった。

## 参考資料
- 内海町 - ウェイバックマシン（2001年8月18日アーカイブ分）